# Giuliano Amato
Giuliano Amato (Turim, 13 de Maio de 1938) é um político italiano. Ocupou o cargo de primeiro-ministro da Itália por duas vezes (entre 1992-1993 e entre 2000-2001) em formações de centro-esquerda. Desde 14 de outubro 2007 Amato é um dos expoentes do Partido Democrático.

## Biografia
Giuliano Amato estudou direito na Universidade de Pisa, onde se formou em 1960. Mestrado em Direito Comparado pela Faculdade de Direito da Universidade de Columbia (NY) em 1962. Depois de lecionar na universidades de Modena, Perúgia e Florença, Professor titular de Direito Constitucional Comparado na Universidade Sapienza, Faculdade de Ciência Política, de 1975 a 1997, é professor emérito do Instituto Universitário Europeu de Florença e da Universidade La Sapienza de Roma.
Na carreira política, foi membro do Senado representando o distrito eleitoral de Grosseto, na Toscana, de 2001 a 2006, e serviu como membro do Parlamento de 1983 a 1993. Subsecretário de Estado do Gabinete do Primeiro-Ministro e Secretário do Conselho de Ministros (1983–1987); vice-primeiro-ministro (1987–1988); Ministro do Tesouro (1987–1989); Primeiro-ministro (1992–1993; 2000–2001); presidente da Autoridade Antitruste Italiana (1994–1997); Ministro da Reforma Institucional (1998–1999); Ministro do Tesouro, Orçamento e Planeamento Económico (1999–2000); Ministro do Interior no governo de Romano Prodi (2006–2008); Juiz do Tribunal Constitucional Italiano, nomeado pelo Presidente (em 2013).
Ele também presidiu o Istituto della Enciclopedia Italiana (2009/2013), a Escola Superior S.Anna em Pisa e o Centro de Estudos Americanos em Roma. Em 2002, foi eleito Honorary Fellow da American Academy of Arts and Sciences. Também foi agraciado com a Ordem do Mérito da República Italiana. Ele escreveu livros e artigos sobre economia e instituições públicas, antitruste europeu, liberdades pessoais, governo comparativo, integração europeia e humanidades.
Ele também foi Presidente da Comissão Internacional sobre os Balcãs de 2003-2005, e Vice-Presidente da Convenção sobre o Futuro da Europa de 2002-2003, com o ex-Primeiro-Ministro belga Jean-Luc Dehaene. Atualmente é presidente emérito do Tribunal Constitucional Italiano.
É casado com a Sra. Diana Amato, professora de Direito de Família na Universidade de Roma. Eles têm dois filhos, Elisa e Lorenzo, e cinco netos.